# Kolczyce
Kolczyce (biał. Кальчычы, ros. Кальчичи) – wieś na Białorusi, w obwodzie grodzieńskim, w rejonie korelickim, w sielsowiecie Krasna.

Dawniej dwie wsie: Stare Kolczyce i Nowe Kolczyce oraz folwark własność Chreptowicza. W dwudziestoleciu międzywojennym leżały one w Polsce, w województwie nowogródzkim, w powiecie nowogródzkim.